# 刘南奎
刘南奎（韓語：유남규，1968年6月4日—），韩国前乒乓球运动员，曾以运动员身份参加三届奥运会，获得1金3铜，是目前获得奥运奖牌最多的韩国乒乓球选手。现为韩国男子乒乓球队主教练。

## 简历

### 球员生涯
刘南奎是日式直拍单面拉打法，他的步伐极快，因此正手上手速度快，衔接紧凑，令对手应接不暇。
刘南奎早年曾在1983年的首届亚洲少年乒乓球赛中获男子团体、男子双打金牌，并获混合双打银牌和男子单打铜牌，1984年进入韩国国家队。
1986年，刘南奎在汉城亚运会上，夺得男单与男团冠军，男单决赛决胜局10:18落后的情况下，逆转战胜江嘉良，并因此一战成名。1988年汉城奥运会，乒乓球成为奥运会正式项目。刘南奎与队友金琦泽一同杀入决赛，最终战胜队友夺冠，成为奥运会历史上第一位乒乓球男子单打冠军。此外，刘南奎还联同安宰亨获得男子双打的铜牌。1990年北京亚运会，刘南奎协助韩国队蝉联了乒乓球男子团体冠军。
进入1990年代，刘南奎状态逐渐下滑，风头被师弟金泽洙盖过，但仍在双打项目上保持着一定的竞争力。1992年巴塞罗那奥运会，刘南奎与金泽洙搭档，获得男子双打铜牌。1996年亚特兰大奥运会，刘南奎与李哲承搭档，再获男子双打铜牌。2000年，刘南奎退役。

### 教练生涯
2002年起，刘南奎接替前队友安宰亨，正式出任韩国男子乒乓球队主教练。